# Луцій Віпстан Мессалла (консул 115 року)
Луцій Віпстан Мессалла (лат. Lucius Vipstanus Messalla; ? — після 115) — державний діяч часів Римської імперії, консул 115 року.

## Життєпис
Походив з роду вершників Віспстанів Мессал. Син Луція Віпстана Мессали, військового трибуна 69 року. Про дату народження нічого невідомо. Близько 80 року втратив батька. Одружився з представницею роду Клавдіїв.
Втім піднесення кар'єри розпочалося зі сходження на трон Нерви, а потім Траяна. У 113—114 роках як проконсул керував провінцією Македонія. У 115 році став ординарним консулом разом з Марком Педоном Вергіліаном. Про плин каденції та подальшу діяльність нічого невідомо.

## Родина
- Луцій Віпстан Клавдій Публікола Мессала, квадрумвір квінквеналліс з 140 року.